# Nick Geest
Nick Geest (Zaandam, 16 februari 2000) is een Nederlands jeugdacteur. Hij speelde in diverse films en series, waaronder Dolfje Weerwolfje, De bende van Sjako en Aaf.

## Levensloop
Geest maakte zijn acteerdebuut met zijn rol als Vincent "Vin" Muller in de TROS-jeugdserie De bende van Sjako. Hierna volgde meerdere rollen in televisieseries zoals Bonkers, Brugklas en Verborgen Verhalen. In 2011 had hij een rol in de speelfilm Dolfje Weerwolfje, waarin hij de pestkop Nico Pochmans vertolkte. Geest was van maart 2013 tot en met januari 2015 te zien als Bennie in de RTL 4-televisieserie Aaf.

## Filmografie

### Film
- 2011: Dolfje Weerwolfje, als Nico Pochmans
- 2020: Underdog Days, als Jens van Beek

### Televisie
- 2010-2011: De bende van Sjako, als Vincent "Vin" Muller
- 2011: Bonkers, als Jantje
- 2012: VRijland, als Spencer Schimmelpenninck
- 2013-2015: Aaf, als Bennie
- 2014: Verborgen Verhalen, als Daan
- 2014-2015 Brugklas, als Bram
- 2015: De Boskampi's, als grote jongen in speeltuin
- 2015: Loser, als Davey
- 2015: Tessa, als Guido
- 2016: SpangaS, als Jimmy
- 2018: Flikken Maastricht, als Rick Kamp
- 2019: Remy en Juliyat, als Max[4]